# Barsham (Norfolk)
Pour les articles homonymes, voir Barsham.
Barsham est un village et une paroisse civile du Norfolk, en Angleterre.